# Rachel Caine
Rachel Caine, właściwie Roxanne Longstreet Conrad (ur. 27 kwietnia 1962, zm. 1 listopada 2020) – amerykańska pisarka powieści science fiction i fantasy mające elementy romansu, horroru i powieści detektywistycznej.

## Publikacje

### SeriaWampiry z Morganville
1. Przeklęty dom (Glass Houses, 2006, wyd. pol. 2009)
2. Bal umarłych dziewczyn (The Dead Girls' Dance, 2007, wyd. pol. 2009)
3. Nocna aleja (Midnight Alley, 2007, wyd. pol. 2009)
4. Maskarada szaleńców (Feast of Fools, 2008, wyd. pol. 2009)
5. Pan ciemności (Lord of Misrule, 2009, wyd. pol. 2010)
6. Godzina łowów (Carpe Corpus, 2009, wyd. pol. 2010)
7. Rozwiane cienie (Fade Out, 2009, wyd. pol. 2010)
8. Pocałunek śmierci (Kiss of Death, 2010, wyd. pol. 2010)
9. Miasto Widmo (Ghost Town, 2010, wyd. pol. 2011[3])
10. Pojedynek (Bite Club, 2011[4], wyd. pol. 2011[5])
11. Ostatni pocałunek (Last Breath, 2011[6])
12. Czarny świt (2012[7])
13. Gorycz krwi (Bitter Blood, 2012, wyd. pol. 2013)
14. Wyjazd z Morganville (Fall Of Night, 2013, wyd. pol. 2013)
15. Światło dnia (Daylighters, 2013, wyd. pol. 2014)

### SeriaCzas Wygnania
1. Wyklęta (Undone, 2009, wyd. pol. 2010[8])
2. Nieznana (Unknown, 2010, wyd. pol. 2010[9])
3. Niewidzialna (Unseen, 2011, wyd. pol. 2011[10])
4. Unbroken, 2012

### Seria Wielka Biblioteka
1. Atrament i krew (Ink and Blood, 2015, wyd. pol. 2016)